# Ogeu-les-Bains
Ogeu-les-Bains is een gemeente in het Franse departement Pyrénées-Atlantiques (regio Nouvelle-Aquitaine). De plaats maakt deel uit van het arrondissement Oloron-Sainte-Marie. Ogeu-les-Bains telde op 1 januari 2022 1.274 inwoners.

## Geografie
De oppervlakte van Ogeu-les-Bains bedroeg op 1 januari 2022 23,07 vierkante kilometer; de bevolkingsdichtheid was toen 55,2 inwoners per km².

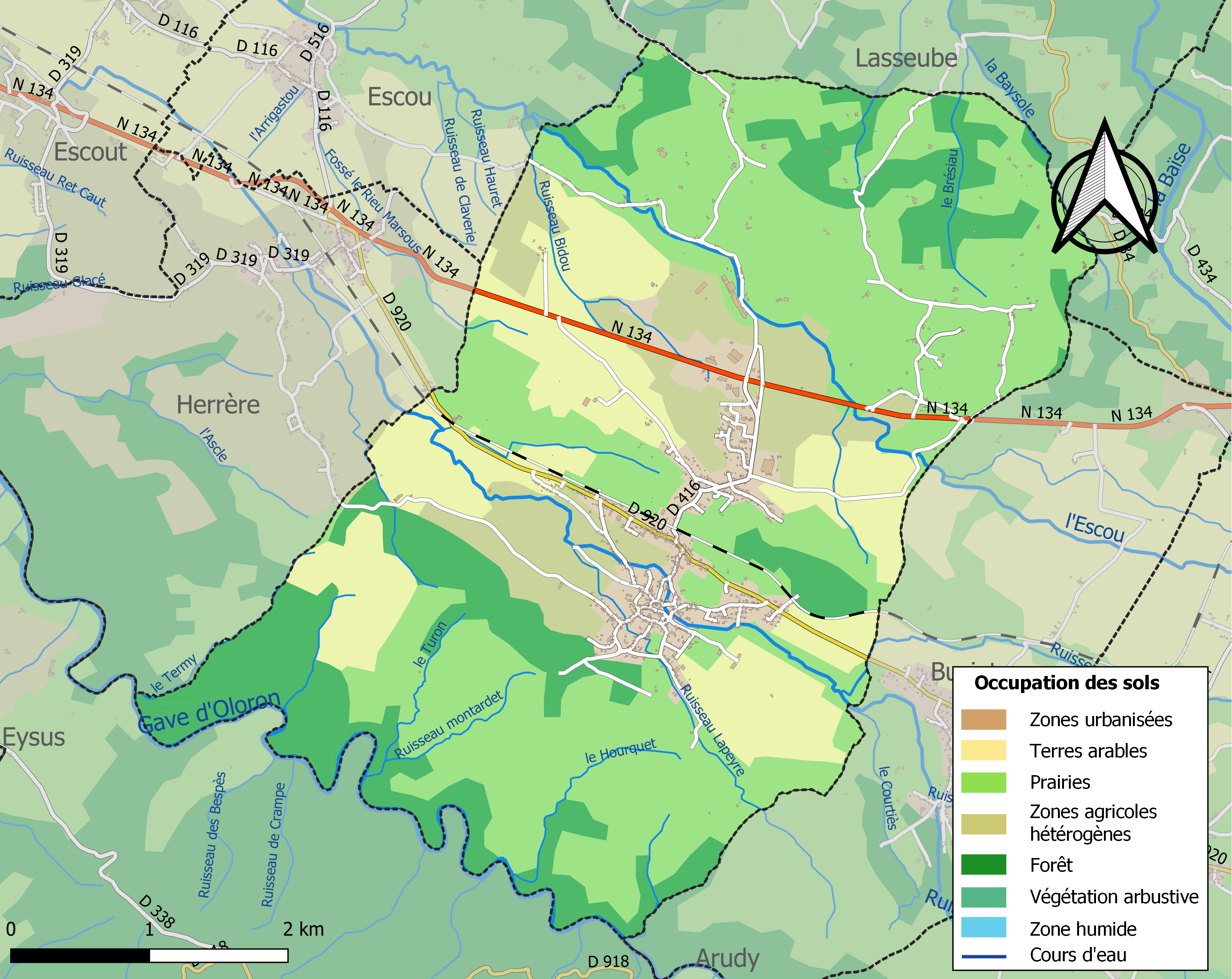
Kaart van de gemeente met belangrijkste infrastructuur, bodemgebruik en omliggende gemeenten

## Verkeer en vervoer
In de gemeente ligt de spoorweghalte Ogeu-les-Bains.

## Demografie
Onderstaande figuur toont het verloop van het inwonertal (bron: INSEE-tellingen).